# Kadosh
Kadosh è un film del 1999 diretto da Amos Gitai.
La pellicola, di produzione franco-israeliana, è stata presentata alla 52ª edizione del Festival di Cannes.

## Trama
Nell'enclave ultra-ortodosso di Mea Shearim a Gerusalemme, le regole di comportamento, i costumi e la vita di tutta la comunità sono dettati dalla religione ebraica.
Rivka e Malka sono sorelle. Il marito di Rivka, figlio del rabbino della comunità, è un uomo profondamente religioso. La sua giornata si apre, mentre la moglie ancora dorme, con la rituale preghiera ("...Sii benedetto in eterno, nostro dio, che apri gli occhi ai ciechi...sii benedetto dio eterno che non mi hai fatto nascere donna."), i lavacri, l'allacciamento dei tsitsit e dei tefillin, nel tempo fissato dei sei minuti. Si reca, poi, alla yeshiva, la scuola religiosa dove si studia il Talmud. Il legame con Rivka è profondo e tenero, ma non ha portato figli e, dopo i dieci anni prescritti nei testi sacri, le pressioni della comunità lo costringono a ripudiare la moglie.
Malka ama Yaakov, musicista in un gruppo rock. Ma la comunità l'ha destinata a Yossef, altro uomo di religione, per cui la giovane non prova alcun sentimento. Dopo il rituale bagno di purificazione, cui presiede la madre di Rivka, e le nozze, Malka si taglia i capelli, come prescritto, e si concede con rassegnata indifferenza al violento atto sessuale del marito.
Le due donne si confidano le rispettive esperienze nell'appartamentino in cui Rivka si è completamente isolata, dopo la separazione. In disobbedienza alle regole, si reca in un consultorio medico e viene a sapere che la mancanza di prole non è ascrivibile alla sua sterilità. Malka tradisce il marito con Yaakov, ed è punita con la fustigazione.
In questa "guerra tra sessi", il comportamento delle due sarà molto diverso. Rivka, incapace di infrangere "lo spazio restrittivo della comunità" ritorna un'ultima volta dal marito, che continua ad amarla, e in un ultimo tenero amplesso, si lascia morire sul suo corpo. Malka, da lontano, osserva le cupole e le torri della città che ha deciso di abbandonare per sempre.
Da un'auto, gli altoparlanti annunziano, per le strade di Gerusalemme, l'avvento di nuovi tempi per lo stato di Israele.

## Produzione
(Amos Gitai)
Kadosh (in italiano "sacro") chiude la trilogia delle città, inaugurata da Gitai con L'inventario (1995) - ambientato a Tel Aviv e primo film di fiction del regista dopo il suo ritorno in Israele.
In Europa, egli aveva affidato la riflessione sul destino del suo paese a metafore tratte dai testi biblici: Esther, Golem - Lo spirito dell'esilio, Berlin - Jerusalem. Ora, l'approccio si fa più prossimo, più fisico, e al contempo più romanzesco. La narrazione viene collocata all'interno di realtà e gruppi sociali ben identificati: gli aschenaziti arrivati negli anni quaranta e anni cinquanta (L'inventario), le famiglie meticce ebraico-arabe (Yom Yom) e le comunità ortodosse di Gerusalemme, in questo Kadosh.

### Riprese
Benché non delimitato da confini precisi, il territorio di Mea Shearim costituisce un'area culturale estremamente impermeabile all'esterno e poco "disposta a produrre e restituire immagini". Il fatto stesso di introdurvi tecnologie moderne e attori esterni poteva rappresentare una difficoltà insormontabile. Per poter girare il film, Gitai doveva quindi garantire un'assoluta fedeltà nella rappresentazione di usi e rituali.
Ciò si traduce a volte in un approccio quasi documentaristico che si può individuare sin dai sei minuti della preghiera iniziale e, successivamente, nelle varie cerimonie descritte, dal bagno di purificazione, alla vestizione della sposa e alle nozze di Malka. Stilisticamente, il materiale girato viene così a essere costituito, in gran parte, di lunghi piani sequenza che predeterminando il lavoro di Kobi Netane e dell'americana Monica Coleman, in sede di montaggio, concorrono al ritmo "monocorde" del film e allo sguardo oggettivo, apparentemente distaccato che sono stati individuati in sede critica.

## Critica
Centrale nel film è il tema degli "orrori religiosi", in termini di oppressione e violenza sulle donne, esercitati nel nome di interpretazioni estremistiche della religione.
Amos Gitai riferisce di essere stato influenzato, nella sceneggiatura del film, anche da avvenimenti accaduti nella sua famiglia. Agli inizi del secolo scorso, la sua nonna paterna, figlia di un rabbino cabalista, si era recata in Palestina con l'uomo che amava; contravvenendo così a due precetti religiosi: aveva scelto il proprio marito e si era recata in Palestina senza aver prima ricevuto un segno divino. Per questo, era stata ripudiata dalla famiglia, che aveva messo il lutto per i sette giorni stabiliti e che, da allora, si sarebbe rifiutata per sempre di mettere piede nella sua casa.

## Riconoscimenti
- British Independent Film Awards 2000: miglior film straniero in lingua straniera
- National Board of Review Awards 2000: riconoscimento per la libertà di espressione